# Conferencia Mundial contra el Racismo 2001
La Conferencia Mundial contra el Racismo (WCAR) de 2001, también conocida como Durban I, se realizó en el Centro Internacional de Convenciones de Durban, en Durban, Sudáfrica. Se realizó del 31 de agosto al 8 de septiembre de 2001, auspiciada por Naciones Unidas,.
La conferencia cubrió varios temas controversiales, entre ellos la necesidad de reparaciones por la esclavitud y la cuestión de la ciudadanía de segunda clase en Palestina-Israel.El lenguaje final de la Declaración, y el Programa de Acción producidos por la conferencia fue fuertemente debatido, tanto en las reuniones preparatorias que antecedieron a la conferencia, como durante la conferencia en sí.
Dos delegaciones, la estadounidense y la israelí, se retiraron de la conferencia por objeciones a un borrador del documento que equiparaba el sionismo con el racismo. No obstante, la Declaración y el Programa de Acción finales no contendrían el texto objetado. Dicho escrito fue rechazado por los delegados que permanecieron en los días posteriores a la retirada de Estados Unidos e Israel.
Paralelamente a la conferencia, ce celebró un Foro de ONG por separado que a su vez también produjo una Declaración y un Programa propio. Este documento paralelo no era un documento oficial de la Conferencia y además, contenía lenguaje relacionado con Israel que la conferencia habría votado para excluir de su Declaración. Este texto fue criticado por la entonces Alta Comisionada de las Naciones Unidas para los Derechos Humanos, Mary Robinson.
Como resultado de este foro, Mary Robinson perdería el apoyo de Estados Unidos en su cargo de Alta Comisionada. No obstante, muchas de las posibles consecuencias políticas de la conferencia se disiparon por los atentados del 11 de septiembre de 2001. Debido a que los ataques tuvieron lugar apenas tres días después de terminada la conferencia, sus resultados terminarían eclipsados por completo en las noticias. A la conferencia le siguió la reunión de Durban II de 2009 en Ginebra, que fue boicoteada por diez países occidentales. Posteriormente, una conferencia conmemorativa llamada Durban III y celebrada en septiembre de 2011 en Nueva York, también generó importantes críticas y fue boicoteada por 4 países occidentales.

## Preparativos
La conferencia se autorizó por la Resolución #52/111 de la Asamblea General de las Naciones Unidas. Antes de la conferencia se llevaron a cabo varias reuniones preparatorias para identificar posibles temas a discutir y además crear borradores iniciales de la Declaración y el Programa de Acción. Las reuniones preparatorias comenzaron con dificultades.
El primer problema fue la cuestión del tema de la conferencia en sí. El bloque occidental, que consistía en ese momento en: Europa occidental, Estados Unidos, Canadá, Australia, Nueva Zelanda y Japón, querían que los objetivos de la conferencia se limitaran a los establecidos en la resolución original. No obstante, el Grupo Africano, los estados latinoamericanos y los estados caribeños buscaban que los objetivos de la conferencia no se limitaran a los resolutivos, sino que incluyeran elementos relacionados con medidas regionales, nacionales e internacionales para compensar el colonialismo y la esclavitud.
Antes de la conferencia, también se realizaron cuatro conferencias regionales en: Estrasburgo, Santiago, Dakar y Teherán . 

## La Declaración y el Programa de Acción de Durban
La Declaración y el Programa de Acción de Durban fueron adoptados por las delegaciones asistentes a la Conferencia.

### Compensación por el colonialismo y la esclavitud
El debate en torno a la compensación por el colonialismo y la esclavitud se aborda en los ¶ 13, ¶ 14, ¶ 15 y ¶ 29 de la Declaración. Este tema tenía el potencial de descarrilar la conferencia, por lo que fue de los temas más controvertidos. No obstante, al final contuvo una retórica lo suficientemente fuerte que satisfajera al bloque africano, sin que esta se aplicase retroactivamente contra los descendientes de los colonizadores. Se logró incluir el principio de colonialismo como un crimen contra la humanidad, sin que este estableciera la necesidad clara de reparaciones por parte de los antiguos Estados coloniales.
Al mismo tiempo que plantaba un avance al reconocer el carácter inmoral de las prácticas de la esclavitud y la trata de esclavos, pues hoy serían consideradas como un crimen de lesa humanidad, no aplicaba ese adjetivo a una era anterior a que el principio legal realmente existiera.La Declaración de Durban establece que los Estados reconocen "que estas injusticias históricas [esclavitud, colonialismo, genocidio, apartheid] han contribuido innegablemente a la pobreza, el subdesarrollo, la marginación, la exclusión social, las disparidades económicas, la inestabilidad y la inseguridad que afectan a muchas personas en diferentes partes del mundo". mundo, en particular en los países en desarrollo". (Artículo 158)
Otro de los puntos contenciosos de la conferencia fue el tema del apartheid. Durante los procesos preparatorios de la conferencia, Sudáfrica solicitó que no se vinculara la compensación económica al apartheid. Esto, pues en la Conferencia Regional de Teherán, el bloque asiático insertó un párrafo que establecía ese vínculo, mismo que fue eliminado a petición de la delegación sudafricana. 
La vinculación entre compensación y apartheid fue especialmente controversial al interior del Estado Sudafricano pues se consideraba que tenía el potencial de polarizar a la sociedad sudafricana y producir los mismos efectos negativos que los controvertidos programas de reforma agraria en Zimbabue. La posición de Sudáfrica fue poco clara como consecuencia de presiones políticas internas y el objetivo de fomentar la reconciliación dentro del país.
El debate en torno a las reparaciones, en general, e indemnizaciones, en particular, fue uno especialmente álgido. Comentarios como los realizados por el Presidente de Senegal, Abdoulaye Wade, donde calificaba de "infantiles" las campañas para exigir indemnizaciones por el colonialismo y la esclavitud solo lo exacerbaban.
Desde su entrada a la agenda durante los preparativos en mayo de 2001, la cuestión de reparaciones comenzó a causar problemas. En ese momento, el cuarto de los cinco puntos de la agenda, era la "Provisión de remedios efectivos, recursos, reparaciones, compensaciones y otras medidas, a nivel nacional, regional e internacional". La Unión Europea, representada por la delegación de Portugal, quiso poner todo el texto entre paréntesis, mientras que la delegación de la Unión Americana, por otro lado, buscaba poner entre corchetes la palabra "compensatoria". Las delegaciones del Grupo Africano, Armenia y Cuba se opusieron firmemente a ambas propuestas, mientras que el bloque Africano, en específico, afirmó que si el tema se colocaba entre corchetes todo el texto debería de también colocarse entre corchetes. Al final, se adoptó la propuesta estadounidense con la adición de una declaración en el informe que indicase las diferentes perspectivas sobre el significado exacto de esos corchetes. Los estados de Europa occidental, por su parte, discutieron fuera de los procedimientos preparatorios formales de manera informal entre ellos, qué medidas y niveles de no cooperación podrían adoptar si el tema de las reparaciones cobraba impulso en el propio Durban.
Antes de la conferencia, el debate sobre la compensación giraba alrededor de la trata transatlántica de esclavos y la colonización de África por parte de los europeos. Esto enfrentaba a los Estados de Europa occidental (incluidas las antiguas potencias coloniales de Bélgica, Francia, Alemania, Italia, los Países Bajos, Portugal), España y Reino Unido) y Estados Unidos contra el Grupo Africano. Asimismo, el Grupo Africano contaba con el apoyo de Asia, América Latina y el Caribe.
Al mismo tiempo y antes de la conferencia, el 3 de agosto de 2001, el Grupo Africano hizo circular un documento oficioso que hacía referencia a las "injusticias del pasado". Este texto contenía un lenguaje fuerte pero una posición generalmente moderada. La Unión Europea respondió a este documento, el 8 de agosto de 2001, con un documento oficioso propio que abordaba la mayoría, pero no todas, de las cuestiones planteadas en el documento del Grupo Africano. Estados Unidos también hizo circular un documento oficioso, pero este resultó ser menos útil que el de la Unión Europea.
Como respuesta a ambos comunicados, el Grupo Africano distribuyó un segundo documento oficioso el 3 de septiembre de 2001. Este segundo documento era sustancialmente más contundente que el anterior en sus cambios de lenguaje; por ejemplo, pasó de hablar de "cancelación de la deuda" a mencionar "cancelación inmediata e incondicional de la deuda". Asimismo, este nuevo documento hacía énfasis en los crímenes de lesa humanidad y reforzaba los llamados en favor de políticas de reparación (algo que el documento anterior no había incluido en parte debido a una solicitud expresa de la delegación estadounidense que solicitaba ese lenguaje se excluyera del texto).
Varios miembros del bloque Africano se opusieron abiertamente a pedir reparaciones. Como se mencionó anteriormente, el presidente de Senegal declaró: "Todavía sufrimos los efectos de la esclavitud y el colonialismo y eso no se puede evaluar en términos monetarios. Lo encuentro no sólo absurdo, sino insultante". De manera similar, la delegación sudafricana sostenía una postura en favor de objetivos más pragmáticos. Como el establecimiento de ayuda occidental para el Programa de Recuperación de África del Milenio, que sería más aceptable para Estados Unidos y la UE 
El 24 de agosto, el entonces Presidente de los Estados Unido, George W. Bush, anunció en una conferencia de prensa:  "la cuestión de las reparaciones se ha resuelto — al menos la última información que tuve fue que la cuestión... parece que se ha resuelto." Los medios de comunicación en ese momento no se dieron cuenta del significado del comentario; Estados Unidos abandonaría la conferencia unas semanas después. 

### Sionismo

#### Borrador del texto previo a la conferencia
Durante las reuniones preparatorias en Ginebra, un texto que vinculaba el sionismo con el racismo se colocó entre corchetes. Esto, con la expectativa de que fuese finalmente reemplazado por otro que hiciese referencia a las violaciones de los derechos del pueblo palestino. Para este momento, Estados Unidos ya había amenazado con boicotear la conferencia si los documentos preparatorios de la misma incluían argumentos que pudiesen interpretarse de una u otra forma como haciendo un vínculo entre el sionismo y el racismo. Mary Robinson, también argumentaría que los conflictos políticos regionales no debían de imponerse en el orden del día de la conferencia. Las delegaciones de Australia, Canadá, así como algunas de Europa Occidental compartieron la opinión de Estados Unidos. 
La posición árabe fue expuesta por el Secretario General de la Liga Árabe, Amr Moussa: "Las acciones racistas de Israel contra el pueblo palestino no pueden ser ignoradas en una conferencia internacional que tiene como objetivo erradicar el racismo. Los países árabes no buscan que la conferencia de Durban sea el espacio que aborde el proceso de paz árabe-israelí. No obstante, ciertamente esperan que no se pasen por alto las prácticas racistas israelíes contra el pueblo palestino".
Las delegaciones árabes no insistieron en un lenguaje que equiparara específicamente al sionismo con el racismo. Se habría sugerido que su delegación estaba intentando revivir la Resolución 3379 de la Asamblea General de las Naciones Unidas (publicada en 1975, anulada en 1991), que afirmaba que "el sionismo es una forma de racismo". Sin embargo, su posición era que, más bien, se debía de subrayar el carácter racista de las acciones de Israel contra los palestinos.
Esta postura de moderación fue en parte influenciada por la amenaza de boicot estadounidense. Ella habría hecho poco práctico insistir en un lenguaje fuerte que condenara sin titubeos a Israel o equiparara el sufrimiento de los palestinos con el de las víctimas del Holocausto. Según un diplomático árabe; ningún Estado árabe, excepto Siria, habría insistido en el uso de un lenguaje fuerte que vinculara la existencia de Israel con prácticas racistas.
Al inicio de la reunión de Ginebra, se presentó un texto que constaba de seis párrafos entre corchetes que trataban las "prácticas racistas sionistas." Estos incluían un llamado a Israel "para que revisase su legislación basada en la discriminación racial o religiosa: entre las cuales se hallaba la ley de retorno y todas las políticas relacionadas con las de una potencia de ocupación que impedía a los refugiados y desplazados palestinos regresar a sus hogares." Asimismo, este texto sugería la necesidad de "poner fin a la ocupación extranjera de Jerusalén por parte de Israel en conjunto con todas sus prácticas racistas". 
Al final de la reunión, los seis párrafos entre-corchetados  habrían sido eliminados o difuminados. Por ejemplo, una de estas frases eliminadas hacía mención de los "holocaustos" sufridos por otros pueblos. Esta fue eliminada pues era vista como una afrenta a la memoria de las víctimas judías del holocausto nazi. Para este punto, los diplomáticos sudafricanos habían hecho mención a los países árabes y musulmanes que se debía de ofrecer un texto que pudiera describir la situación actual sin utilizar lenguaje como "prácticas de limpieza étnica contra los palestinos".
Como respuesta a su objeción, el departamento de Estado, decidiría enviar a la Conferencia una delegación de bajo nivel, encabezada por el embajador Michael Southwick, en lugar de el Secretario de Estado, Colin Powell. Los funcionarios alemanes criticaron esta decisión y el Caucus Negro del Congreso estadounidense lo instó a asistir. El grupo pro-israeló, la Liga Antidifamación, le instó a mantenerse alejado como respuesta a la mención de los derechos del pueblo palestino.

#### Retirada de Estados Unidos e Israel
El 3 de septiembre de 2001, después de cuatro días de negociaciones estancadas en torno al lenguaje, las delegaciones de Estados Unidos e Israel se retiraron de la conferencia. Tanto el Secretario de Estado, Colin Powell, como el ministro de Asuntos Exteriores de Israel, Shimon Peres, declararon que esto lo realizaban con un fuerte remordimiento.
La delegación estadounidense había mantenido un perfil bajo durante los debates de la conferencia hasta ese momento. Por ejemplo, los delegados trabajaban silenciosamente en las reuniones del sub-comité sin dar conferencias de prensa o declaraciones extraoficiales a los periodistas (a diferencia de conferencias anteriores). Ellos buscaban que el borrador de la declaración fuese menos contundente y menos específico contra Israel. Además, querían alinearlo con los objetivos de la política exterior de Estados Unidos con respecto a la Corte Penal Internacional (ver Estados Unidos y la Corte Penal Internacional) eliminando el lenguaje que fortalecería a la corte.
Los borradores de los documentos de la conferencia expresaban una "profunda preocupación" por el "aumento de las prácticas racistas del sionismo y del antisemitismo". Asimismo, hablaban de la aparición de "movimientos basados en el racismo y en ideas discriminatorias, en particular al interior del movimiento sionista, que se basaba en la lógica de superioridad racial". Las propuestas alternativas avanzadas por la delegación de Noruega, que Estados Unidos había apoyado y que habían contado con la delegación canadiense como mediador fueron rechazadas por Israel.
El secretario de Estado Colin Powell habría declarado que el "lenguaje de odio" en el borrador del texto que "dirigía a tan sólo a un país del mundo, Israel, la censura y el abuso" como el motivo principal de su partida. Esta declaración sería echa eco por el delegado estadounidense Tom Lantos quien comentaría que la conferencia habría sido "arruinada por los árabes y los extremistas islámicos", No obstante, algunos observadores considerarían que la retirada de la delegación estadounidense no estaba únicamente relacionada con el lenguaje sobre Israel. Ellos la atribuirían también, en parte, a la renuencia estadounidense de abordar la cuestión de la esclavitud.
Muchos delegados interpretaron la retirada de las delegaciones de los Estados Unidos e Israel como una advertencia de que había una gran posibilidad de que Canadá y los Estados europeos también se retirarían si no se moderaba el lenguaje. Asimismo, varios informes parecían indicar que el interés principal de los europeos en quedarse era únicamente para ayudar a Sudáfrica a salvar la Conferencia. Después de la retirada estadounidense, los altos funcionarios se involucraron mucho en la reescritura de la Declaración, cosa que los críticos sostuvieron que debieron de haber hecho antes de ese momento.

#### Texto final y la reacción posterior
Los delegados de la Conferencia votaron a favor de rechazar el lenguaje que implícitamente acusaba a Israel de racismo, lo que significó que el documento final no contendría este lenguaje.
Al final, varios países estaban descontentos con el enfoque del texto sobre el tema, pero todos por diferentes razones. Por ejemplo, a Siria e Irán no les agradaba que sus propuestas de lenguaje sobre el vínculo entre racismo e Israel fuese rechazado por la Conferencia; el último continuó insistiendo en que Israel era un Estado racista. La delegación australiana no estaba contenta con el proceso y lamentó que "gran parte del tiempo de la conferencia fuese consumido por amargos y  divisivos intercambios sobre cuestiones que no contribuyeran en nada a promover la causa de la lucha contra el racismo". Canadá también acabaría descontento.
Al final, la redacción del texto fue especialmente cuidadosa para buscar satisfacer a todas las partes. Por un lado, la palabra "diáspora" se utiliza tan solo cuatro veces; únicamente para referirse a la diáspora africana. Por otro, el documento se esfuerza por mantener una narrativa cohesiva que incluyese a todas las personas de ascendencia africana como víctimas de la esclavitud, incluso si estas podían tener más ancestros europeos que africanos. La "víctima" o "víctimas" del racismo y la esclavitud (las dos palabras que aparecen 90 veces en el documento) se definen sólo en los términos geográficos más generales. La palabra "judío", por ejemplo, sólo se utiliza una vez, mientras que "musulmán", "árabe" y "antisemitismo" sólo se utilizan dos veces, una junto con su supuesta contraparte de "islamofobia" y otra junto con la expresión "antiarabismo". El problema de este uso de lenguaje en extremo cuidadoso es que, como consecuencia, dio paso a una estructura imposible de ejercer. Sus 219 llamados a la acción del Programa estaban formulados en tales generalidades que los únicos sujetos identificables eran los "innumerables seres humanos" de los que habla explícitamente el documento.

## Secuelas
La Conferencia quedó en gran medida eclipsada en la conversación noticiosa e internacional por los atentados del 11 de septiembre de 2001 que ocurrieron tres días después de que terminara la Conferencia.

### Citas
1. ↑  «Racism and Human Rights (World Conference Against Racism, Racial Discrimination, Xenophobia and Related Intolerance - 2001)». www.hrw.org. Consultado el 20 de julio de 2021.
2. ↑  «DISCRIMINATION AGAINST MINORITIES, MIDDLE EAST, REPARATIONS FOR SLAVERY». www.un.org. Consultado el 20 de julio de 2021.
3. ↑  Bakan, Abigail B.; Abu-Laban, Yasmeen (26 de septiembre de 2021). «The Israel/Palestine Racial Contract and the challenge of anti-Racism: a case study of the United Nations World Conference Against Racism». Ethnic and Racial Studies (en inglés) 44 (12): 2167-2189. ISSN 0141-9870. doi:10.1080/01419870.2021.1892789.
4. ↑  Marable, Manning; Greene, Cheryll Y. (2002). «World Conference Against Racism, Xenophobia, and Related Intolerance». Souls (en inglés) 4 (3): 69-82. ISSN 1099-9949. doi:10.1080/10999940290105318.
5. 1 2 3 4 5 6 7  Schechter, 2009, pp. 177-182.
6. 1 2 3 4 5 6 7 8 9 10  Suhas Chakma (2003). «The Issue of Compensation for Colonialism and Slavery at the World Conference Against Racism».  En George Ulrich and Louise Krabbe Boserup, ed. Human Rights in Development Yearbook 2001: Reparations: Redressing Past Wrongs. Martinus Nijhoff Publishers. pp. 58–71. ISBN 90-411-2030-0.
7. 1 2 3 4 5 6  Dina Ezzat (9 de agosto de 2001). «Reading between the brackets». Al-Ahram Weekly Online (546) (Cairo: AL-AHRAM). Archivado desde el original el 15 de diciembre de 2007. Consultado el 27 de diciembre de 2007.
8. 1 2 3  «US abandons racism summit». BBC News (BBC). 3 de septiembre de 2001.
9. ↑  «Racism summit turmoil: Reactions». BBC News (BBC). 3 de septiembre de 2001.
10. ↑  Robert E. Sullivan (25 de septiembre de 2002). «Israel and United States storm out from Durban Conference, denouncing draft declaration as "racist"». The Earth Times.
11. ↑  Ofeibea Quist-Arcton (3 de septiembre de 2001). «Africa: The United States and Israel pull out of the Durban Racism Conference». allAfrica.com (Durban).
12. 1 2  «Racism summit seeks breakthrough». BBC News (BBC). 5 de septiembre de 2001.
13. 1 2  «Mixed emotions as Durban winds up». BBC News (BBC). 8 de septiembre de 2001.
14. ↑  Jay Ellis (2003).  Gerard A. Hauser and Amy Grim, ed. Rhetorical Democracy. Lawrence Erlbaum Associates. p. 148. ISBN 0-8058-4264-0.

## Otras lecturas

### Textos y ponencias de congresos y foros.
- Conferencia Mundial contra el racismo y la discriminación. United Nations. 2 de enero de 2002. — el texto de la declaración producido por los gobiernos y la conferencia.
- Charles Pillai (2002). Declaration and Programme of Action: As Adopted at Kingsmead Cricket Stadium, Durban, South Africa, 3 September 2001. Johannesburg: World Conference Against Racism, NGO Forum Secretariat. ISBN 0-620-28972-4. — the text of the Declaration produced by the NGOs at the NGO Forum
- Manning Marable (12 de junio de 2002). Racismo estructural y la democracia estadounidense. United Nations Research Institute for Social Development.

### Análisis y mayor detalle
- Mary Robinson (27 de febrero de 2002). Report of the United Nations High Commissioner for Human Rights and Followup to the World Conference of Human Rights. United Nations Commission on Human Rights. E/CN.4/2002/18. Archivado desde el original el 22 de febrero de 2009. Consultado el 23 de febrero de 2024.
- Abraham Cooper and Harold Brackman (3 de septiembre de 2004). «From Durban to Beersheba». The Jewish Journal of Greater Los Angeles.
- Gerald M. Steinberg (Summer 2006). «The Centrality of NGOs in The Durban Strategy». Yale Israel Journal (Yale College undergraduates) 9. — Un análisis del foro de OSC, realizado por NGO Monitor
- «Christian aid agency attacked over Church's disinvestment decision». Ekklesia (Ekklesia). 27 de febrero de 2006. Archivado desde el original el 10 de diciembre de 2006. Consultado el 25 de agosto de 2006.
- Herb Keinon (2 de septiembre de 2001). «Durban Conference 2001: "Zionism is racism" — a Dead Issue». Jerusalem Post. Archivado desde el original el 22 de octubre de 2007. Consultado el 23 de marzo de 2007.
- Jennifer Chan-Tiberghien (2004). Gender and Human Rights Politics in Japan: Global Norms and Domestic Networks. Stanford University Press. p. 105. ISBN 0-8047-5022-X. — Discusiones sobre los trabajos preparatorios
- Raphael Walden (2004). «The Drafting of the Articles on the Middle East and Antisemitism at the Durban Conference Against Racism». Racism and Human Rights. Martinus Nijhoff Publishers. pp. 165–170. ISBN 90-04-13651-7.
- David Matas (2005). «Durban: Civil Society Smashes Up». Aftershock: Anti-Zionism and Anti-Semitism. Dundurn Press Ltd. pp. 13–29. ISBN 1-55002-553-8. — una narrativa personal y detallada de los procedimientos en el foro de OSC realizado en el estado Kingsmead por David Matas, quien representó a B'nai B'rith Canada
- Isis International-Manila. A Primer on The UN World Conference Against Racism, Racial Discrimination, Xenophobia and Related Intolerance (WCAR) 31 August to 7 September 2001 Durban, South Africa NGO Parallel Conference: 28 August to 1 September 2000. — Un paper informativo que relató el trabajo de las OSC sobre la conferencia y el foro de OSC.

- Datos: Q2918729